# چیانگ پنگ-لونگ
چیانگ پنگ-لونگ (انگلیسی: Chiang Peng-lung؛ زادهٔ ۲۴ ژوئیهٔ ۱۹۷۶) یک بازیکن تنیس روی میز اهل تایوان است. 
وی در مسابقات کشوری و بین‌المللی در مجموع برنده ۴ مدال برنز شده‌است.